# 涅槃乐队
，是一支美国的油渍搖滾乐队，于1987年在华盛顿州的亞伯丁组建，通过他们专辑《從不介意》（Nevermind）裡的Lithium和Smells Like Teen Spirit两首作品打入美国主流音乐。儘管在他們七年的職業生涯中只發行了三張錄音室專輯，超脫樂團已經被視為歷史上最具影響力和重要的另類搖滾樂團之一。雖然樂團於1994年主唱科特·柯本去世後解散，但他們的音樂仍然受到追捧，並繼續影響著現代搖滾樂的文化。柯本還在媒體上被稱為“這一代的代言人”，和X世代的“旗艦樂團”。
超脫樂團活躍的職業生涯雖然在1994年柯本死後結束，但是在克里斯特·諾沃塞利克、戴夫·格羅爾和柯本的遺孀寇特妮·洛芙監督下，發行了各種遺作。從首次亮相以來，樂團僅在美國就銷售了超過2500萬張唱片，全球銷量超過7500萬張，成為有史以來最暢銷的樂團之一。樂團於2014年入選搖滾名人堂，在獲得遴選資格的第一年就入選。
他们在西雅图的同一流派的爱丽丝囚徒樂團（Alice in Chains）、珍珠果醬樂團（Pearl Jam）和聲音花園樂團（Soundgarden）一起，把大眾的焦点聚集到油漬搖滾上来，使油渍摇滚在20世纪90年代中前期在广播和音乐电视的播放率上占据了统治性的地位。

## 歷史

### 成团和早期发展
科特·柯本（Kurt Cobain）與克里斯特·諾沃塞利克（Krist Novoselic）相識於1985年，當時他們同樣是一個名為Melvins的油漬搖滾樂團歌迷，並經常在樂團的排練空間附近徘徊。兩個人覺得可以開始組自己的樂團，於是招募了鼓手阿龙·伯克哈德，創造了第一個Nirvana的典型。剛開始的幾個月，兩個人與許多的鼓手共事，包括Melvins的鼓手戴尔·克罗弗，第一個Demo裡面即是他在打鼓。同時，樂團也用過一系列的名字，直到他們在1988年2月定下來Nirvana（梵語：涅槃）這個名字之前，他們用過Skid Row、Pen Cap Chew，和Ted Ed Fred等作為團名。兩個月後，樂團也確定了鼓手的位置由查德·钱宁擔任。
Nirvana第一張正式發行的作品是1988年發行的單曲Love Buzz/Big Cheese。1989年樂團在Sub Pop唱片公司發行了他們的首張專輯《Bleach》（台灣翻譯為“漂白”）。1989年的8月8號，1000張Bleach的白色唱片在Lamefest全數售光，這張專輯展現出高度被討厭鬼、蜜漿、黑色安息日、齊柏林飛船等團影響的一面。諾沃塞利克在2001年接受《滾石雜誌》採訪時表示，樂團曾經在巡迴的時候在車上放過一捲錄音帶來聽，當時錄音帶的一面是The Smithereens的一張專輯，另一面則是黑金屬樂團Celtic Frost的專輯，採訪記錄中寫到，這張「合輯」或許對他們影響很大。《Bleach》這張專輯在大學電台間被廣泛喜愛，但也些微暗示了他們兩年後的找尋自我。
詹森·艾弗曼（Jason Everman）在「漂白」專輯中名列第二位吉他手，但實際上他並沒有參與錄製，而是出資幫助Nirvana完成錄音，專輯共花了606.17元美金。專輯完成之後，Everman短暫的成為樂團的第二吉他手，但在隨後樂團首次的全美巡迴時被解雇。不久後，他短暫的幫Soundgarden彈奏貝斯，直到加入Mind Funk為止。
到1990年代早期，樂團開始與製作人Butch Vig共事「漂白」專輯之後的錄音活動。在這段期間Kurt和Krist了解到Chad並不是樂團真正需要的鼓手，而他也在這段期間過後離隊。經過了短暫給Melvins鼓手戴尔·克罗弗代打後的幾個星期，樂團雇用了Mudhoney的鼓手丹·彼得斯，並與他錄製了《Sliver》這首歌。這年的年尾，Melvins的Buzz Osborne介紹戴夫·格羅爾給Nirvana他們，因為戴夫·格羅爾的樂團Scream突然解散，而他正在尋覓新樂團，正好Nirvana也是跟隨Scream的曲風。

### 1991年專輯《從不介意》
經過了音速青春樂團的金·戈登一而再再而三的推薦，大衛·葛芬在1990年簽下了Nirvana到旗下的DGC唱片公司，樂團隨後開始錄製他們第一張在主流唱片公司的專輯。結果《從不介意》現在已經成为了公认的經典。
為了這張專輯，樂團決定繼續與布奇·維格共同合作。不過並不是在Vig麥迪遜市的錄音室，樂團轉往洛杉磯的Sound City Studios錄音室錄音。花了兩個月時間，樂團製作了多樣化的歌曲，一些歌例如《In Bloom》和《Breed》成為隨後他們的代表歌曲，而有些其他作品例如：《On a Plain》和《Stay Away》則是一直缺少歌詞，直到錄音過程的中間才完成。
錄音完成後，樂團與Vig開始專輯的混音工作。但是幾天過後，樂團與Vig都對混音的成果不滿意。結果，他們決定叫其他人來監製混音過程，DGC唱片公司提供了一系列可選擇的人選，名單中包括一些熟悉的名字，如Scott Litt（與R.E.M.合作而出名）和Ed Stasium（與The Smithereens合作而出名）。但是Kurt感到憤怒的是這些知名混音師完成的結果，聽起來卻像是與別的樂團合作一般。他決定選擇一個名單底部、「Slayer」名字旁邊的傢伙來：Andy Wallace。（Wallace曾參與製作Slayer在1990年的專輯Seasons in the Abyss。）
Wallace帶給了這張專輯一個完全不同的方向，他加了許多層回音，和一些錄音室的修飾技巧，給了這張專輯光亮的感覺。專輯發行後的幾個月，柯本頗有壓力的報怨《從不介意》這張專輯聽起來太過平滑了點─雖然邀請Wallace是他自己的選擇，而樂團也都有參與到混音過程。即使樂團對專輯聽起來的效果相當失望，但Wallace已經成功的調和了樂團的獨立搖滾傾向，並且創造了一種未來十年不斷有人想要複製的主流搖滾。
剛開始，DGC唱片公司希望「從不介意」這張專輯能賣個25萬張左右，與音速青春的等級差不多，且這銷售數字唱片公司也曾經達成。但沒想到發行後六個月內就在全美賣了公證的三白金等級銷量（三百萬張），〈Smells Like Teen Spirit〉強力的在MTV被播送，並且帶領了油漬聲音進入主流。現在大多數的另類搖滾，若和甩著頭髮的金屬樂扯上點邊，這常常是得歸功於這張專輯「從不介意」。1992年的1月，專輯攀上了美國《告示牌雜誌》排行榜的榜首，取代了原本迈克尔·杰克逊的「危險專輯」，這件事常被認為是當時氣勢上升的另類音樂蓋過流行音樂的證明。由於被表彰到讓他們精疲力盡，樂團決定不著手舉辦其他宣傳《從不介意》的全美巡迴演唱，而選擇在年末舉辦少量的表演。
在1992年2月，樂團在澳洲巡迴的時候，柯本與寇特妮·洛芙在夏威夷結婚。因為愛情，他們在八月時有了一個女兒Frances Bean。Frances Bean誕生的幾天後，樂團在英國的Reading Festival擔綱主秀，做了他們一次最聞名的演出。柯本如真實的笑話一般，坐著輪椅進入舞台，過程中他站了起來，哭著加入樂團一角，還掛著各式配件和新舊織物。表演的一個重點在Cobain對大眾敘述他最近新到來的女兒，而且還成功帶領大眾一致反覆著「We love you, Courtney!」這句話。Dave Grohl在2005年上廣播節目「Loveline」時提到，樂團曾誠實的預想這場表演會十分失敗，他們已經6個月沒有排練了。結果這場表演最後成為他們生涯最難忘的一場。
不到兩個禮拜的時間後，Nirvana在MTV音樂錄影帶頒獎上做了讓人印象深刻的表演。當時MTV想要樂團演奏〈Smells Like Teen Spirit〉，但是他們卻想演奏新歌〈Rape Me〉。MTV被這主意嚇了一跳，最後他們同意樂團演奏〈Lithium〉代替，這也是接下來要發行的單曲。當表演開始的時候，Kurt漫不經心的唱出〈Rape Me〉的一小段，後來又轉而接上〈Lithium〉，這讓在場MTV的行政人員吃了一驚。接近歌曲尾聲時，貝斯音箱失去了作用，Novoselic感到失望，決定把貝斯往空中拋來製造一些戲劇性效果。但是他判斷錯了著地點，貝斯砰的一聲打在他的額頭，痛的他在舞台上踉蹌而行，頭暈眼花。當Cobain開始搗壞他們的器材時，Grohl跑到前面並對著麥克風重複喊叫著「Hi, Axl!」，提到的是槍與玫瑰樂團的主唱Axl Rose，因為之前樂團與Courtney在這表演前曾經很奇妙的與他偶然撞見。
Nirvana後來在1992年的12月發行了Incesticide，這是一張B面歌曲及少見作品的合輯。有許多歌曲是Nirvana在英國國家廣播電台BBC的錄音，以未發行的早期錄音，而這些早期錄音正要在交易圈裡以不合法的bootleg形式流通，因此這張專輯給了bootlegger（以這些錄音作品牟利的人）重重一擊，這張作品包含了許多樂迷的最愛，像是〈Sliver〉、〈Dive〉、〈Been a Son〉，和〈Aneurysm〉，以及一些翻唱The Vaselines（一支英國樂團）的歌曲，這個樂團也因為Nirvana的翻唱而更廣為人知。

### 1993年《母體》專輯時期
為了1993年將推出的母體專輯，樂團僱請了史蒂夫·阿尔比尼來當製作人，他最有名的案子應該是與小妖精樂團合作的專輯《Surfer Rosa》。與阿尔比尼合作的期間相當有成效，而且明顯的快了些：最剛開始的專輯版本在兩週內便錄製與混音完成，與花在錄音和混音「Nevermind」的好幾個月相比有一大段距離。
阿尔比尼在製作時十分謹慎的更動Nirvana的部份，讓這張專輯原始一點，少些光亮的聲音，以讓樂團能如願疏遠或遠離他們的新「主流」觀眾，有些觀眾只稍微、或是根本不注意另類、黑暗或實驗性質的Nirvana，而這正是他們的源頭。舉例來說，〈Radio Friendly Unit Shifter〉這首歌的特色便是有一長段的尖聲回饋（feedback），明顯而諷刺。（在這行業裡，「radio-friendly unit shifter」描述的是「理想」的專輯─一張能夠得到電台強力放送，最後能大賣的唱片）。無論如何，柯本堅持阿尔比尼混出的聲音樸素，這也是他永遠想要Nirvana有的─一個「自然」的錄音，除去一層又一層的錄音室技巧。
隨著專輯的發行來臨，歌迷沉浸在「歪曲傑作」印象之中。然而，事實上樂團不太高興阿尔比尼一些確信的觀點。特別他們覺得BASS推的太小，而且柯本覺得〈Heart-Shaped Box〉和〈All Apologies〉聽起來不夠「完美」。長期為R.E.M.擔任製作人的Scott Litt被請去幫忙重新混音那兩首歌，柯本也重新加了樂器和合音。Litt也重新混音了〈Pennyroyal Tea〉，但是阿尔比尼的版本仍然被使用在專輯裡。（DGC計畫以後將Litt的版本發成單曲）

### 纽约不插电（1994年）
1994年8月，DGC發行了一張雙人專輯Verse Chorus Verse，其中包含了整個Nirvana職業生涯的現場資料，包括其MTV Unplugged演出。但是，諾沃塞利奇和格羅爾發現在柯本去世後不久就組裝了該材料，這在情感上不堪重負，因此該專輯被取消了。相反，11月，DGC發行了MTV Unplugged表演，作為紐約的MTV Unplugged；它在一個數字上首次亮相的廣告牌排行榜，並獲得涅槃一個格萊美獎的最佳另類音樂專輯。隨後是Nirvana的第一個完整VHS演出影片「Live！今晚！賣光了！！」（Live! Tonight! Sold Out!!）。1996年，現場專輯《来自维西卡河畔的泥泞》成為Nirvana連續第三次發行，在Billboard專輯榜榜首亮相。

## 外部連結
- 官方网站
- 中的“Nirvana”

- Nirvana在互联网电影资料库（IMDb）上的資料（英文）